# آکیورا سی‌ال
آکیورا سی‌ال (Acura CL) خودرویی است که در سال‌های ۱۹۹۷–۱۹۹۹ and ۲۰۰۱–۲۰۰۳در ایالات متحده آمریکا تولید شده‌است. طراحی آن خودروهای موتور جلو-محور جلو بوده است.